# Харлова Валентина Гаврилівна
Харлова Валентина Гаврилівна (22.12.1936, с. Успенівка, Гуляйпільський р-н — 20.02.2022, м. Запоріжжя) — народна майстриня декоративно-прикладного мистецтва, заслужений вчитель України, почесна громадянка м. Запоріжжя.

## Біографія
Валентина Гаврилівна Харлова народилась 22 грудня 1936 року у с. Успенівка Гуляйпільського району (нині Гуляйпільської територіальної громади, Пологівського району, Запорізької області). Середню освіту здобула в школі-інтернаті № 8 м. Запоріжжя.
У 1955 році закінчила Верхньохортицьке педагогічне училище (нині Педагогічний фаховий коледж Хортицької національної академії). З 1955 по 1980 рр. працювала вчителем початкових класів. З 1980 — керівник студії декоративно-прикладного мистецтва «Візерунок» Запорізького палацу піонерів. Працювала в школі української вишивки, що діяла на базі Запорізької обласної універсальної наукової бібліотеки, лектор Запорізького інституту післядипломної педагогічної освіти. Організатор школи традиційної народної вишивки «Берегиня», яку пройшли відомі на Запоріжжі вишивальниці, майстри народного мистецтва О. Артем'єва, С. Ігнатченко, Т. Мазур, В. Юхименко та ін.
Валентина Харлова — одна із провідних майстрів-фундаторів з відродження традиційної вишивки України. Вона вишила понад 3000 авторських робіт та зібрала, описала і відродила понад 400 технік вишивки. У її творчому доробку роботи на теми: «Козацька хустина», «Пісня про рушник», «Хортиця», «Село на нашій Україні», «Чарівна квітка», «На долину туман упав…», «Синова сорочка», «Берегиня», «Тарасова пісня», «Жіночий одяг». Її називали Берегинею Запорізького краю.
Майстриня брала участь більш як у 100 виставках, які проходили в Україні, Польщі, Росії, Америці, Канаді, Фінляндії, Англії, Німеччині та інших країнах. Її твори зберігають: Запорізький обласний художній музей, Запорізький обласний краєзнавчий музей, історії козацтва (о. Хортиця), Національний музей Тараса Шевченка (м. Київ), музей Т. Г. Шевченка (м. Канів), музей народного мистецтва (Болгарія), музей Т. Г. Шевченка (Канада), музей вишивки (США). Брала участь у Всеукраїнській культурно-образотворчій громадсько-політичній акції «Рушник національної єдності» на о. Хортиця (рушник довжиною 9 м).
Працівники Запорізького телебачення створили про Валентину Харченко художньо-публіцистичні фільми: «Ой, гиля, гуси», «Запорізький візерунок», «У неділю вранці», «Вічна квітка», «Стежинки життя», «Чарівна голочка».
Валентина Харлова створила кілька вишитих панно на теми поезій і прози Анатолія Рекубрацького розміром три метри на сорок п'ять сантиметрів. А у книзі «Веселиться ниточка — та клубочок плаче» вдало поєдналися вірші відомого запорізького письменника Григорія Лютого та фотографії вишивок Валентини Гаврилівни.
За багаторічну працю на ниві відродження і популяризації українського декоративно-прикладного мистецтва у 2017 році Валентині Харловій присвоїли звання «Почесний громадянин м. Запоріжжя». У Січовому колегіумі, де вона працювала довгі роки, з робіт майстрині створили музей вишиванки, який відкрили до її 80-річного ювілею.
Померла майстриня 20 лютого 2022 року в м. Запоріжжя.

## Визнання і нагороди
- Заслужений вчитель України (1986).
- народна майстриня декоративно-прикладного мистецтва.
- член Національної спілки майстрів народного мистецтва УРСР (1990).
- Почесна Грамота Кабінету Міністрів України (2002).
- дипломом II обласного конкурсу «Господиня свого краю» (2003).
- звання «Почесний громадянин міста Запоріжжя»(2017)[7].